# Ludwig Erhard
Ludwig Wilhelm Erhard (Fürth, 1897. február 4. – Bonn, 1977. május 5.) német politikus, közgazdász, 1963 és 1966 között Németország kancellárja. Konrad Adenauer kormányában gazdasági miniszterként nagyban hozzájárult Nyugat-Németország gazdasági fellendüléséhez a második világháború utáni években.

## Életpályája
Apja textilkereskedő volt. Szülővárosában járt iskolába, majd kereskedőtanonc lett egy fehérneműboltban. 1916 tavaszán textil-kiskereskedőként szabadult fel. A Bajor Hadsereg katonájaként részt vett az első világháborúban. 1916/17-ben a 22. tüzérezreddel Romániában harcolt, 1918-ban a nyugati fronton vetették be. Szeptemberben az Ypres-nél gránátszilánkok súlyosan megsebesítették. Többször megműtötték, és a kereskedői szakmáról le kellett mondania, mert a pult mögötti álldogálást nem bírták a lábai. Az éppen megnyílt Felsőfokú Kereskedelmi Iskolába iratkozott be Nürnbergben. Diplomamunkáját a készpénznélküli fizetési forgalomról írta. Ezt követően szociológiát kezdett tanulni a Frankfurti Egyetemen Franz Oppenheimernél, aki az elméleti nemzetgazdaság professzora is volt. Erhard tőle tanulta meg a tudományos gondolkodást. 1925-ben doktorált. Disszertációjában az értékmérő egységgel, az értékelméletet tárgyaló különböző közgazdasági irányzatokról és az Oppenheimer által kidolgozott munkaérték-elmélettel foglalkozott. 1928-ban a nürnbergi Gazdasági Figyelő Intézet munkatársa lett Wilhelm Vershofen kiváló piackutató mellett.
1942-ben létrejött az Iparkutató Intézet. Erhard behatóan tanulmányozta a birodalmi kormány valuta- és gazdaságpolitikájával. 1945 októberében a megszálló amerikai katonai kormányzat Bajorország kereskedelmi és iparügyi miniszterévé nevezte ki. 1947-ben az egyesült brit–francia és amerikai megszállási területen (bizóna) annak a szakértői bizottságnak az élén állt, amely a bizóna pénzügyeivel foglalkozott. Erhard valutareformot kért, és megbízták az előkészítésével. 1947-ben a müncheni Lajos–Miksa Egyetem tiszteletbeli professzora lett.
A második világháború után Erhard a szociális piacgazdaságot és a szociálliberális politikát támogatta. A valutareformmal és a késztermékek rögzített árrendszerének megszüntetésével utat nyitott a szociális piacgazdaság felé, amely számára versenyt és a szociális egyensúly megteremtését jelentette. A gazdasági keretfeltételek létrehozásával kezdődött az ún. gazdasági csoda, a jólét mindenki számára. A német gazdaság stabilizálódott. A jólét mindenesetre nem jelentett korlátlan társadalmi juttatásokat. A társadalmi igazságosság alapját a piaci verseny, a pénz értékének stabilitása és a jól működő jogrendszer teremtették meg.
Az Erhard által fontosnak tartott négy tényező a következő: piaci verseny, olyan mértékű gazdasági növekedés biztosítása, amely a jólét fenntartásához szükséges, szociális piacgazdaság=juttatásokat biztosító állam, egyesült Európa.
1949-ben Konrad Adenauer rábeszélte, hogy induljon a parlamenti választásokon a CDU színeiben. A Bundestagban az ulmi választókerület képviselője lett, pedig nem volt tagja a pártnak, sőt a későbbiekben sem csatlakozott a CDU-hoz. Szeptember 20-án Adenauer a gazdasági és energiaügyi tárcát bízta rá. 1950-ben a Bonni Egyetemen kezdett tanítani. 1957-től kancellár-helyettes, 1963 októberétől 1966 decemberéig kancellár volt.

## Írásai
- Wesen und Inhalt der Werteinheit Dissertation, 1925
- Kriegsfinanzierung und Schuldenkonsolidierung Denkschrift, 1944
- Deutschlands Rückkehr zum Weltmarkt, 1953
- Wohlstand für Alle, 1957
- Deutsche Wirtschaftspolitik, 1962
- Grenzen der Demokratie?, Düsseldorf, 1973

## Művei magyarul
- Jólétet mindenkinek; ford. Zalán Péter; Konrad Adenauer Alapítvány Budapesti Képviselete, Bp., 1993 (Alapítványi kiadványok)